# Coronel Domingos Soares
Coronel Domingos Soares ist ein brasilianisches Munizip im Süden des Bundesstaats Paraná. Es hat 5.649 Einwohner (2022), die sich Domingosoarenser nennen. Seine Fläche beträgt 1563 km². Es liegt 1092 Meter über dem Meeresspiegel.

## Etymologie
Der Name wurde zu Ehren von Oberst Domingos Soares gewählt. Soares war Abgeordneter im Parlament von Paraná (1914 bis 1918) und Bürgermeister von Palmas (1912 bis 1916 und 1925 bis 1928).

## Geschichte

### Rastplatz für Tropeiros
Das Gebiet wurde schon zur Zeit der Entdeckung der Campos de Palmas im 18. Jahrhundert erkundet. Die Besiedlung begann im 19. Jahrhundert mit dem Durchzug von Tropeiros durch die Fazenda Postinho oder Bom Sucesso, die Oberst Domingos Soares gehörte. Hier war ein Anlaufpunkt für Tropeiros, die von Guarapuava nach Porto União da Vitória zogen. Müde von der langen Reise kamen sie in der Pousada dos Tropeiros oder dem Retiro dos Tropeiros an. Hier konnte man die Lasttiere unterbringen und ausruhen. Sie nahmen die Fellkoffer mit Charque (Trockenfleisch), Käse, Rapadura (getrocknete Melasse), Maismehl und Zucker ab. Dann machten sie ihr Essen, den Revirado oder die Paçoca (Maniokmehl mit Trockenfleisch), um dann die Reise bis zum Ende des Weges fortzusetzen.

### Guerra do Contestado
Oberst Domingos Soares spielte eine Rolle in der Guerra do Contestado. Dieser Aufstand fand in den Jahren 1912 bis 1916 statt, also während seiner ersten Amtszeit als Bürgermeister von Palmas. 
Er begann mit der Schlacht zwischen Oberst João Gualberto Gomes de Sá Filho und dem Mönch José Maria de Santo Agostinho in Irani (heute: Santa Catarina, damals als Teil von Palmas zum Staat Paraná gehörig). Domingos Soares empfing am 18. Oktober 1912 noch in der Region Horizonte in der Nähe der Fazenda São Joaquim die Polizeitruppe von Paraná. Nach mehrtägigen Vorbereitungen traf er sich am 20. Oktober mit Oberst Gomes de Sá, um ihn von einem Angriff auf die Männer des Mönchs abzubringen. Dies gelang ihm nicht, so dass er anbot, mit José Maria zu verhandeln, um eine blutige Schlacht zu verhindern. Am 21. Oktober um 11 Uhr morgens traf sich Domingos mit José Maria und brachte einen von Gomes de Sá unterzeichneten Kapitulationsbrief mit. Der Mönch zweifelte an den Garantien, die für die Kapitulation angeboten wurden. Domingos Soares sagte ihm, dass er selbst für die Bedingungen bürge. Die Bürgschaft reichte José Maria nicht, er kenne den Oberst Gomes de Sá, und er würde zusammen mit seinen 8000 Mann kämpfen. Damit war der Vermittlungsversuch gescheitert. In der Schlacht am 22. Oktober 1912 fielen sowohl Oberst Gomes de Sá mit neun Männern seiner Truppe als auch José Maria mit zehn seiner Anhänger.

### Erhebung zum Munizip
Coronel Domingos Soares wurde durch das Staatsgesetz Nr. 11.265 vom 21. Dezember 1995 aus Palmas ausgegliedert und in den Rang eines Munizips erhoben. Es wurde am 1. Januar 1997 als Munizip installiert.

## Geografie

### Fläche und Lage
Coronel Domingos Soares liegt auf dem Terceiro Planalto Paranaense (der Dritten oder Guarapuava-Hochebene von Paraná). Seine Fläche beträgt 1563 km². Es liegt auf einer Höhe von 1092 Metern.

### Vegetation
Das Biom von Coronel Domingos Soares ist Mata Atlântica.

### Klima
Das Klima ist gemäßigt warm. Es werden hohe Niederschlagsmengen verzeichnet (2057 mm pro Jahr). Im Jahresdurchschnitt liegt die Temperatur bei 16,9 °C. Die Klimaklassifikation nach Köppen und Geiger lautet Cfb.

### Gewässer
Coronel Domingos Soares liegt im Einzugsgebiet des Iguaçú, der die nördliche Grenze des Munizips bestimmt. Sein linker Nebenfluss Rio Butiá fließt auf der westlichen Grenze. Der Rio da Estrela fließt etwa mittig durch das Munizip von Süd nach Nord zum Iguaçú. Im Osten des Munizips fließt der Rio Iratim  zum Iguaçú. Der Rio Chopim markiert die südliche Grenze des Munizips.

### Straßen
Coronel Domingos Soares ist über die PR-912 mit Palmas verbunden.

### Nachbarmunizipien
|             | Mangueirinha und Reserva do Iguaçu          | Pinhão   |
|             | Kompassrose, die auf Nachbargemeinden zeigt | Bituruna |
| Clevelândia | Palmas                                      |          |

## Stadtverwaltung
Bürgermeister: Jandir Bandiera, PT (2021–2024)
Vizebürgermeister: Liomar Antonio Bringhentti, PSB (2021–2024)

## Demografie

### Bevölkerungsentwicklung
| Jahr | Einwohner | Stadt | Land |
| ---- | --------- | ----- | ---- |
| 2000 | 7.004     | 11 %  | 89 % |
| 2010 | 7.238     | 24 %  | 76 % |
| 2022 | 5.649     |       |      |

Quelle: IBGE, bis 2010: Volkszählungen und Volkszählung 2022

### Ethnische Zusammensetzung
| Gruppe * | 2000    | 2010    | wer sich als …                                                                   |
| --- | ------- | ------- | -------------------------------------------------------------------------------- |
| Weiße | 89,5 %  | 59,2 %  | weiß bezeichnet                                                                  |
| Schwarze | 1,4 %   | 2,1 %   | schwarz bezeichnet                                                               |
| Gelbe | 0,4 %   | 0,9 %   | von fernöstlicher Herkunft wie japanisch, chinesisch, koreanisch etc. bezeichnet |
| Braune | 7,0 %   | 37,6 %  | braun oder als Mischung aus mehreren Gruppen bezeichnet                          |
| Indigene | 0,1 %   | 0,2 %   | Ureinwohner oder Indio bezeichnet                                                |
| ohne Angabe | 1,6 %   | 0,0 %   |                                                                                  |
| Gesamt | 100,0 % | 100,0 % |                                                                                  |
| *) Das IBGE verwendet für Volkszählungen ausschließlich diese fünf Gruppen. Es verzichtet bewusst auf Erläuterungen. Die Zugehörigkeit wird vom Einwohner selbst festgelegt. |         |         |                                                                                  |

Quelle: IBGE (Stand: 1991, 2000 und 2010)